# 伊敏河路
伊敏河路是中華人民共和國上海市虹口区一條南北走向道路，道路北起运光路，南至中山北二路，全长407米，宽20米，道路建於1986年，路名來自於内蒙古伊敏河。